# Tomba dei Demoni Azzurri

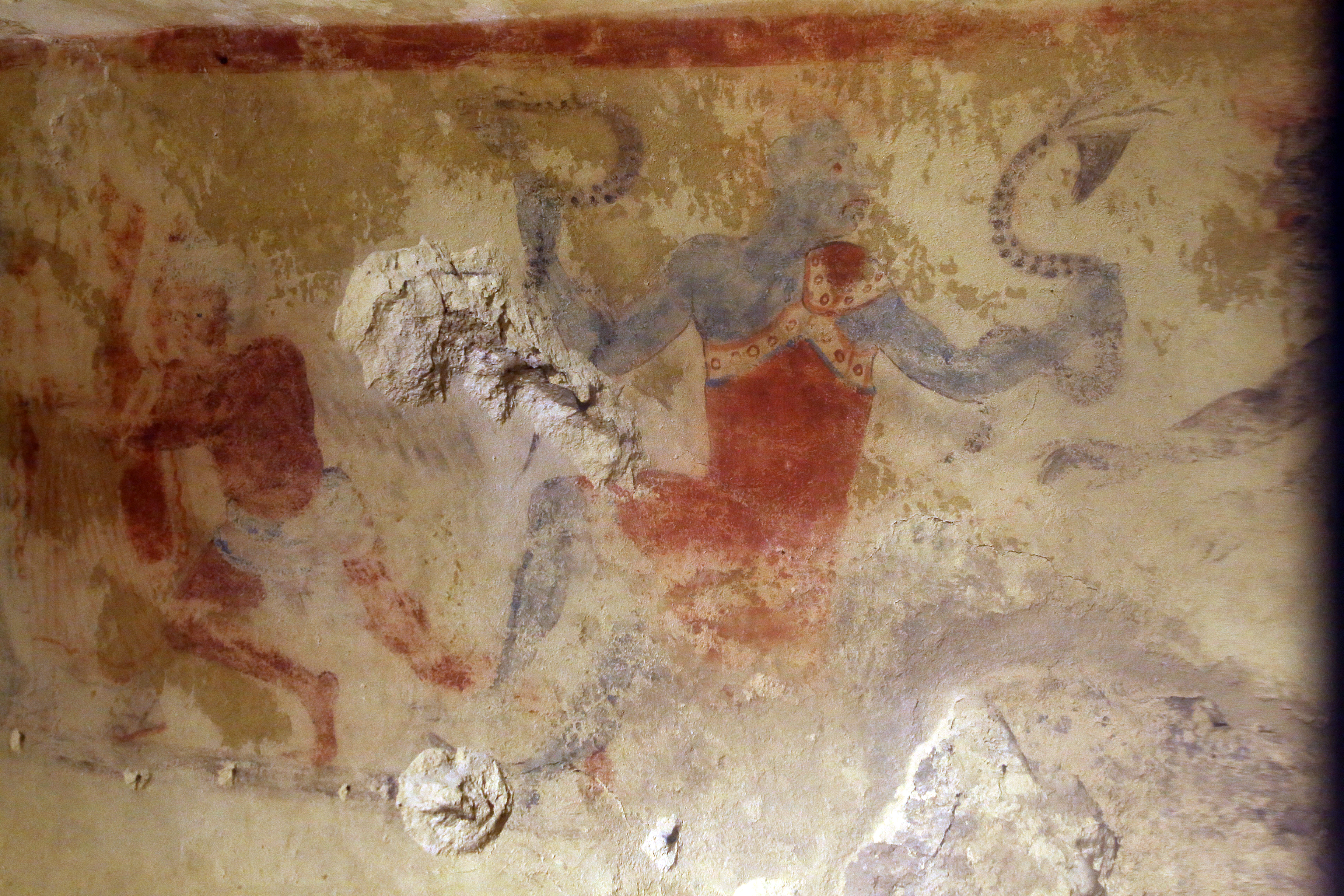
Blauer Dämon

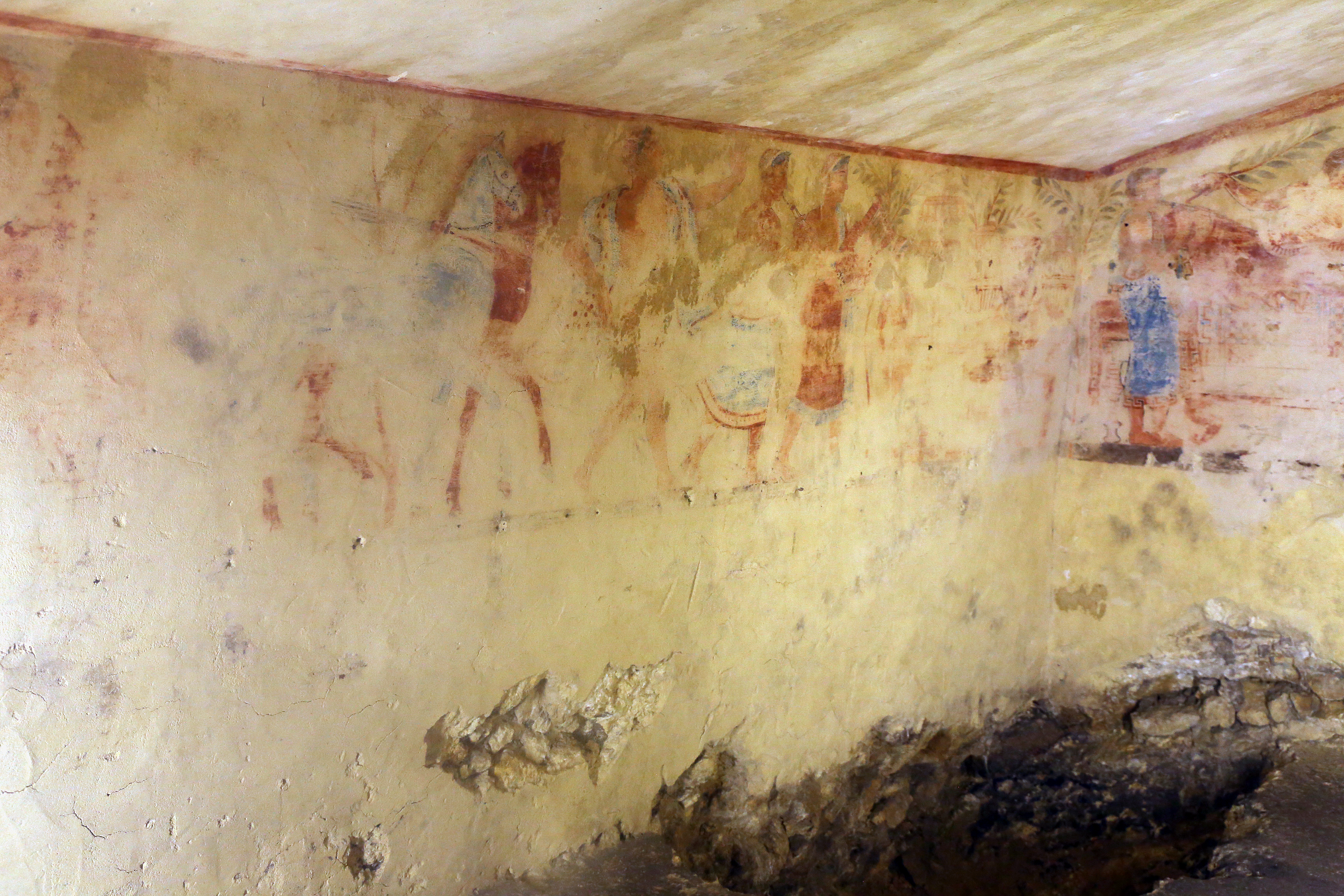
Linke Wand: die Reise in die Unterwelt

Die  Tomba dei Demoni Azzurri (italienisch für Grab der blauen Dämonen) ist ein ausgemaltes etruskisches Kammergrab, das im Jahr 1985 in der Monterozzi-Nekropole in Tarquinia gefunden wurde. Sie erhielt ihren Namen durch die Darstellungen großer, zum Teil in beiden Händen schlangenhaltender Dämonen. Das Grab datiert in das vierte Jahrhundert v. Chr.
Die Malereien im Grab sind nicht gut erhalten, zeigen aber einige Besonderheiten. Auf der linken Wand sieht man die Reise des Toten in die Unterwelt. Er steht dabei auf einem Wagen und wird von Musikanten und Tänzern begleitet. Auf der rechten Wand sieht man ein Schiff und die Gemahlin des Grabinhabers, wie sie in der Unterwelt ankommt und von ihren Ahnen begrüßt wird. Der Fluss Acheron wird hier durch Charon symbolisiert. Rechts davon finden sich vier blaue Dämonen, die die felsige Landschaft in der Unterwelt besiedeln. Die beiden Längswände des Grabes sind offensichtlich einerseits dem Mann, andererseits der hier bestatteten Frau gewidmet. Die Rückwand der Grabkammer zeigt eine Bankettszene mit auf Klinen liegenden Gästen und danebenstehenden Musikanten.
Etruskische Grabmalereien des sechsten bis vierten Jahrhunderts v. Chr. zeigen oft Gelage und Sportler. Im dritten und zweiten Jahrhundert kommen dagegen eher Unterweltszenen vor. Die Tomba dei Demoni Azzurri zeigt beide Themen und scheint chronologisch ein Bindeglied zu sein.
Obwohl sich das Grab beraubt fand, konnten noch einige Objekte geborgen werden, die Hinweise auf die einstige Ausstattung liefern. In der Grabkammer fand sich eine Grube mit verbrannten Beigaben. Es fanden sich Eisenteile eines Streitwagens und Fragmente von Panathenäischen Preisamphoren. Die Amphoren und Streitwagen sind älter als die Malereien.